# 金属タンパク質
金属タンパク質（きんぞくタンパクしつ、Metalloprotein）は、補因子として金属を含むタンパク質を表す用語である。金属は単独のイオンかあるいはタンパク質以外のポルフィリンなどの有機化合物に配位して存在している。タンパク質の側鎖や非金属無機イオンに配位している場合もある。このようなタンパク質-金属-非金属の構造は鉄-硫黄クラスターなどでも見られる。
金属タンパク質の内重要なものに金属酵素がある。これは、その活性中心の中に1つか2つの金属原子を含むものである。このような金属は、炭酸脱水酵素やシトクロムcオキシダーゼの場合のように触媒活性に関わっていることもしばしばある。金属イオンは通常複数の配位をして活性部位の一部となり、孤立電子対によって基質との高い親和性を作っている。

## 金属タンパク質の例
| イオン       | イオンを含む酵素の例                                      |
| ------------ | --------------------------------------------------------- |
| 銅           | シトクロムcオキシダーゼ                                   |
| 鉄           | カタラーゼ シトクロム(ヘム) ニトロゲナーゼ ヒドロゲナーゼ |
| マグネシウム | グルコース 6-ホスファターゼ ヘキソキナーゼ                |
| マンガン     | アルギナーゼ                                              |
| モリブデン   | 硝酸還元酵素                                              |
| ニッケル     | ウレアーゼ                                                |
| セレン       | グルタチオンペルオキシダーゼ                              |
| 亜鉛         | アルコールデヒドロゲナーゼ 炭酸脱水酵素 DNAポリメラーゼ   |